# Sasza Filippow
Aleksandr Aleksandrowicz Filippow, bardziej znany jako Sasza Filippow (ros. Александр Александрович Филиппов, ur. 26 czerwca 1925 w Stalingradzie, zm. 23 grudnia 1942 tamże) – rosyjski chłopiec, współpracujący na ochotnika z Armią Czerwoną jako zwiadowca, zamordowany przez Niemców w czasie bitwy stalingradzkiej.

## Wczesne lata
Urodził się 25 czerwca 1925 roku w Stalingradzie (dzisiejszy Wołgograd). W czasie bitwy stalingradzkiej mieszkał na przedmieściach zwanych Dar-Gora wraz z ojcem, matką i pięciorgiem rodzeństwa. Sasza był wątłej budowy ciała i niski.

## Współpraca z Armią Czerwoną
Kiedy początkowy atak Wehrmachtu na Stalingrad spowodował, że oddziały niemieckiej 6 Armii szybko zajęły przedmieścia, wiele rosyjskich rodzin zostało na tyłach wojsk nieprzyjaciela i nie było w stanie uciec na czas. Jedną z takich rodzin byli Filippowowie.
Sasza podjął rozmowę z żołnierzami pierwszego, niemieckiego oddziału, który zajął jego rodzinne okolice. Dowiedział się od nich, gdzie znajduje się siedziba nieprzyjacielskiego sztabu i zaoferował swoje usługi jako szewc. Wkrótce potem młody Filippow regularnie przemieszczał się za liniami niemieckimi, naprawiając i polerując obuwie dla wrogich oficerów i żołnierzy. Jednak bez wiedzy Niemców udał się również do sztabu sowieckiej 96 Brygady Strzeleckiej, aby zaoferować współpracę jako szpieg frontowy.
Przyjęty przez Armię Czerwoną w roli wywiadowcy o kryptonimie Uczeń (ros. Школьник), Filippow kradł dokumenty z biurek niemieckich oficerów, informował o podsłuchanych rozmowach, przekazywał informacje o ruchach wojsk niemieckich, lokalizacjach baterii artyleryjskich i pól minowych. Uzyskane informacje były bardzo cenne dla dowództwa Armii Czerwonej. Jego działania okazały się na tyle skuteczne, że lokalne niemieckie dowództwo uważało, iż w rejonie działa cała grupa partyzantów. Szacuje się, że łącznie Filippow przekroczył linię frontu 12 razy.

## Śmierć
Wieczorem 23 grudnia 1942 r. rodzice Filippowa zostali poinformowani przez sąsiadów, że ich syn został aresztowany przez Niemców. Okupanci odkryli jego działalność i skazali go na śmierć za szpiegostwo. Matka Filippowa wybiegła z domu, aby zobaczyć, jak jej syn jest prowadzony boso przez pluton niemieckich żołnierzy przy mroźnej i śnieżnej pogodzie, w towarzystwie dwóch innych więźniów, w tym jednej dziewczyny. Matka Saszy podała mu trochę jedzenia, najwyraźniej z myślą, że jej syna prowadzono do niewoli. Więźniowie zmierzali jednak do zagajnika brzoskwiniowego przy ulicy Briańskiej, gdzie na oczach sąsiadów i jego rodziców powieszono Saszę oraz dwóch innych młodzieńców. Dokonana po bitwie ekshumacja wykazała, że ciało chłopaka oraz powieszonych razem z nimi osób nosiły liczne ślady tortur.
Na początku lat 80. historycy odkryli imię kobiety powieszonej razem z Saszą: była to 22-letnia Marija Uskowa, młoda wdowa z pobliskiej osady miejskiej Katriczew. Trzeci powieszony nadal pozostaje niezidentyfikowany.

## Pośmiertne upamiętnienia
Filippow został pośmiertnie odznaczony Orderem Czerwonego Sztandaru w 1944 roku. Otrzymał także Medal „Za obronę Stalingradu” wręczany każdemu uczestnikowi bitwy.
W Wołgogradzie dawna ulica Briańska, przy której mieszkał, nosi teraz jego imię, podobnie jak szkoła publiczna (nr 14) przy tej ulicy. Znajduje się tam również park nazwany jego imieniem, a w nim grób i pomnik chłopca.
Postać Saszy Filippowa została przedstawiona w filmie Wróg u bram, gdzie wcielił się w niego Gabriel Thomson. Sposób przedstawienia jego działań i śmierci jest jednak dalece niezgodny z prawdą historyczną, a filmowy Sasza ma zaledwie 12 lat w momencie egzekucji, a nie 17, jak jego historyczny odpowiednik.